# 一斉の声
「一斉の声」（いっせいのせい）は、喜多修平の2枚目のシングル。2008年8月27日にアニプレックスから発売された。

## 解説
前作「Breakin' through」より約6ヵ月後のリリース。表題曲は、テレビアニメ『夏目友人帳』のオープニングテーマ
として使用された。初回生産限定版には「一斉の声」のPVを収録したDVDが同梱されている。
歌詞中にある「いっせいのせ」というフレーズは、複数人数で一斉に動作するときタイミングを合わせるために用いられる掛け声のこと。

## 収録曲
全作詞：椎名慶治（surface）
1. 一斉の声 [4:35]
作曲：TAKUYA、編曲：TAKUYA・h-wonder
  - テレビアニメ『夏目友人帳』オープニングテーマ
2. Rain of mind [4:56]
作曲：川副克弥、編曲：nishi-ken
3. 一斉の声 -voiceless version-
4. Rain of mind -voiceless version-

DVD（初回限定盤のみ）
1. 一斉の声（Music Clip）
2. 一斉の声（メイキング映像）
3. 「夏目友人帳」オープニング映像（ノンテロップver.）

## 収録アルバム
| 曲名     | 収録アルバム     | 発売日        |
| -------- | ---------------- | ------------- |
| 一斉の声 | 『ユメノキセキ』 | 2012年2月29日 |